# Мёллер, Дагмар
Дагмар Мёллер (швед. Dagmar Henriette Möller, 19 декабря 1866 — 13 января 1956) — шведская оперная певица (сопрано) и преподаватель пения.

## Биография
Дагмар Мёллер родилась в Осло 1866 г. Её родителями были немецкий книгоиздатель и книготорговец Иоганн Генрих Боссе и Анне-Мария Леманн. Известные норвежские актрисы Харриет Боссе и Альма Фальстрём приходились ей родными сёстрами, социолог и экономист Эвальд Боссе — братом.
В 1882—1887 гг. Дагмар училась в Королевской музыкальной академической консерватории в Стокгольме, а также в Париже у Дезире Арто. Её дебют в Королевской опере состоялся в 1887 г., и до 1894 гг. она работала в Королевском драматическом театре. Большой успех Дагмар имела, исполняя комедийные роли в театре Стокгольма и в 1892—1893 гг. Осло в 1891—1892 гг. Она внесла большой вклад в популяризацию скандинавских песен и песен, написанных Эдвардом Григом, который посвятил ей музыкальный цикл Haugtussa, опубликованное в 1898 г. В её репертуаре также были песни авторства Эмиля Шёгрена, Вильгельма Стенхаммара, Вильгельма Петерсон-Бергера, Агаты Баккер-Грёндаль. Свои песни она исполняла не только в Швеции, но и в Дании, Германии и Франции.
Кроме работы в театре Дагмар также преподавала пение: в 1900—1926 гг. в стокгольмской консерватории и в 1903—1913 гг. в Operahögskolan i Stockholm.
В 1903 г. Дагмар была избрана в Шведскую королевскую музыкальную академию, а в 1911 г. её наградили Медалью Литературы и искусств.
Дагмар была замужем дважды: в 1888—1895 гг. за музыкантом Адольфом Теодором Стеркю и с 1896 г. за архитектором Карлом Мёллером. Умерла в 1856 г. в Кунгсхольмене.